# David Njitock
David Njitock, född 17 juni 1942, är en friidrottare från Kamerun. Han deltog vid olympiska sommarspelen 1964.